# Retama sphaerocarpa

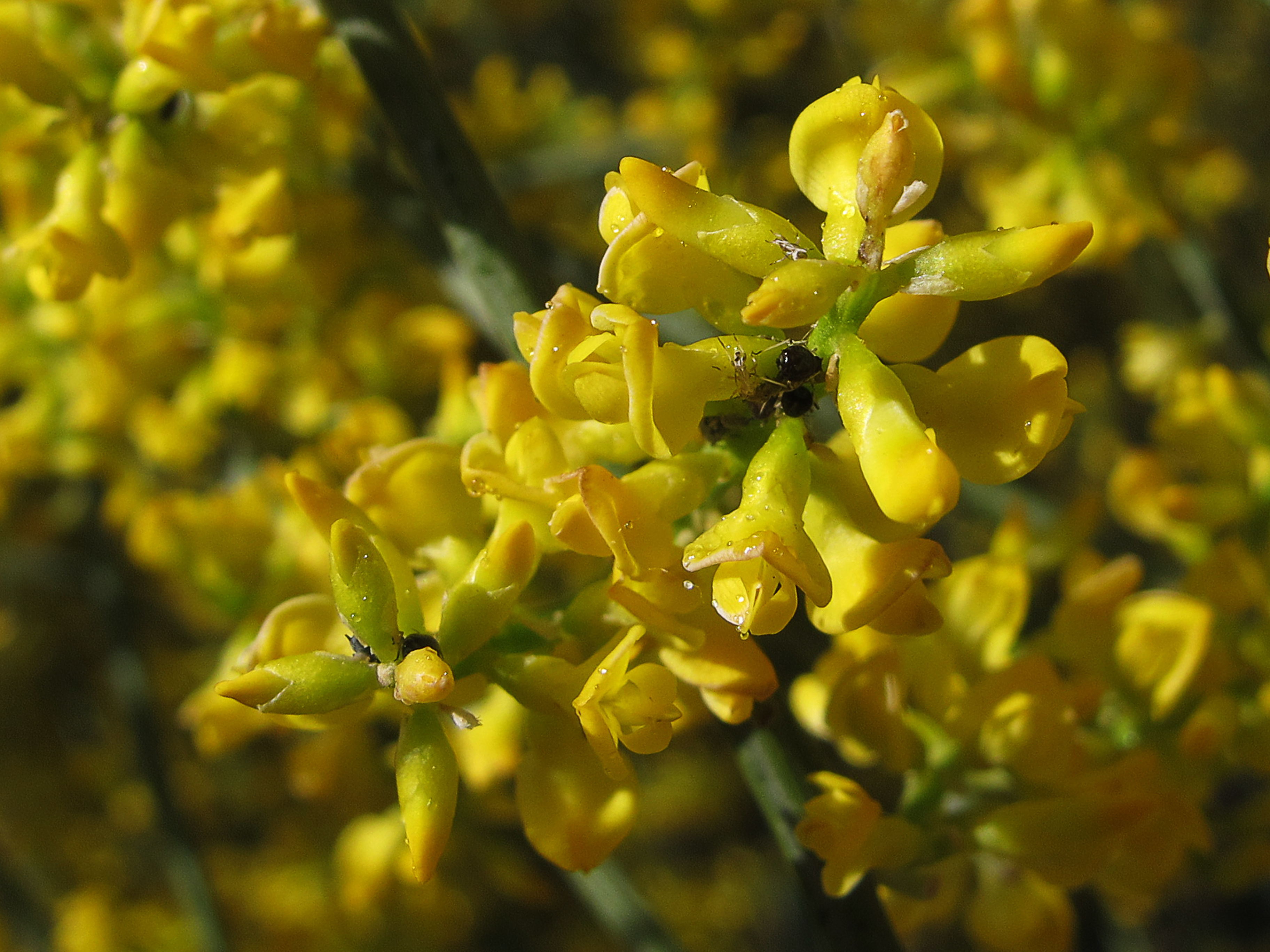
Blütenstand

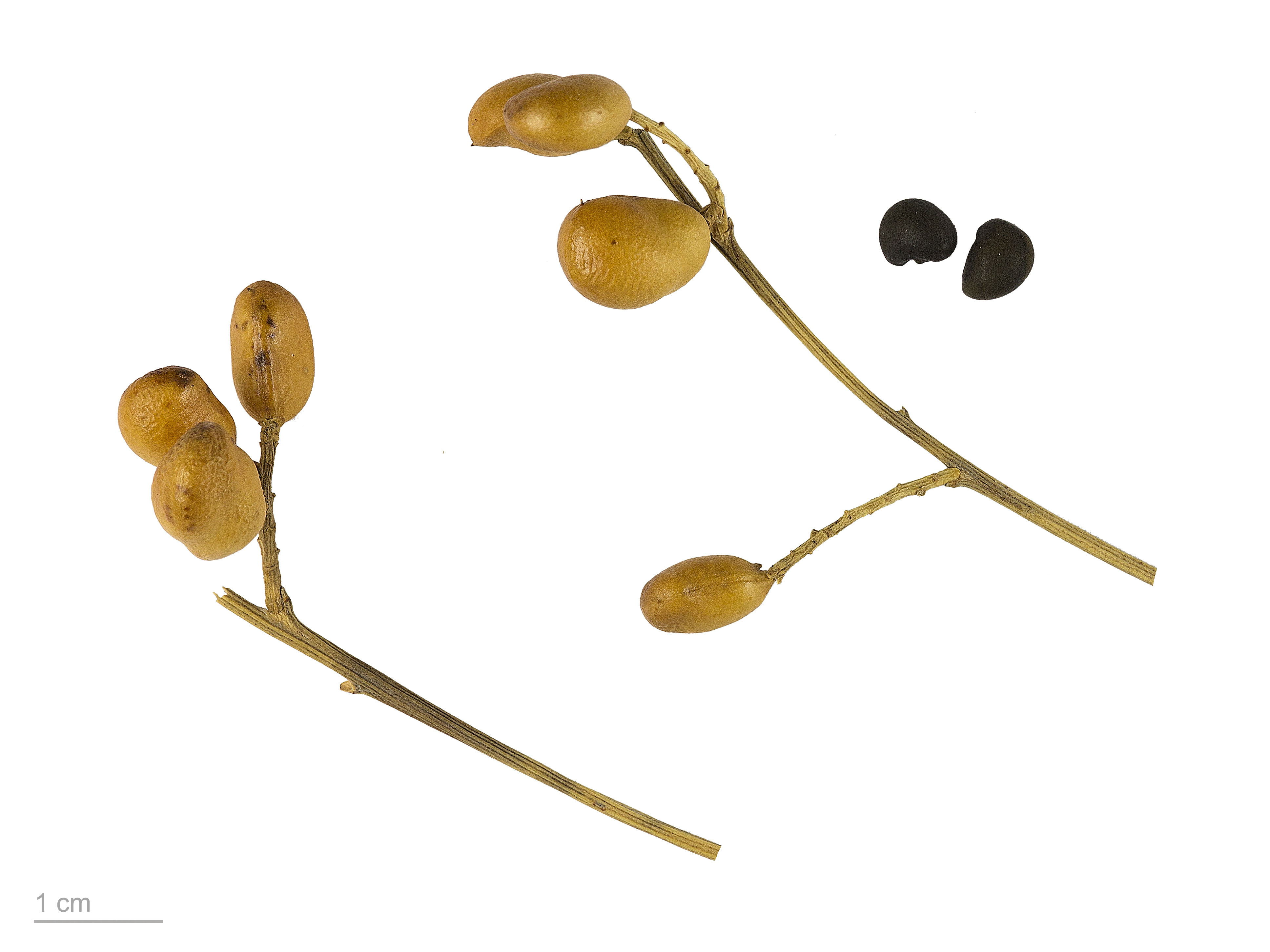
Früchte und Samen

Retama sphaerocarpa oder der Gelbe Ginster ist eine Pflanzenart aus der Gattung Retama in der Unterfamilie der Schmetterlingsblütler (Faboideae) innerhalb der Familie der Hülsenfrüchtler (Fabaceae). Obwohl der Gelbe Ginster den Wortbestandteil „Ginster“ im Trivialnamen trägt, gehört er nicht zur Gattung Ginster (Genista), sondern zur Gattung Retama.

## Beschreibung
Retama sphaerocarpa wächst als laubabwerfender, reich verzweigter Strauch bis etwa 2,5–3 Meter hoch. Die grünen, kahlen Zweige sind rillig bis kantig und die Blätter fallen früh ab. Die wechselständigen, büscheligen und einfachen, kleinen Laubblätter sind seidig behaart. Er zählt zu den Rutensträuchern oder Rutengewächsen wie auch der Besenginster.
Es werden achselständige Trauben gebildet. Die kleinen, duftenden, zwittrigen Schmetterlingsblüten sind kurz gestielt und gelb. Der becherförmige, zweilippige Kelch ist meist kahl bis leicht behaart. Es sind 10 einbrüderig verwachsene Staubblätter ausgebildet, 4 sind kürzer und 5 mittellang und eines ist ganz lang. Der einkammerige Fruchtknoten ist kahl mit schlakem, langem und leicht gebogenem Griffel. Es sind Nektarien vorhanden.
Es werden kleine, gelbliche, aufgeblasene und meist nicht öffnende, meist ein bis zweisamige, kahle, verkehrt-eiförmige bis ellipsoide, etwa 7–10 Millimeter große, bespitzte oder abgerundete  Hülsenfrüchte gebildet. Die braun-grünlichen, gelblichen oder schwärzlichen, glatten, bis 5 Millimeter langen Samen sind leicht nieren- bis eiförmig oder ellipsoid. Die Samenfarbe gibt Auskunft über die Keimfähigkeit, die schwarzen Samen sind infertil.

## Vorkommen
Der Gelbe Ginster kommt auf der Iberischen Halbinsel sowie in Marokko, Mauretanien, Algerien und Tunesien in Nordafrika bis auf 1.400 Meter über dem Meeresspiegel vor. Man findet ihn oft an trockenen Wiesen und Weiden auf vielen unterschiedlichen Böden, sogar auf degradierten Böden.

## Taxonomie
Der Gelbe Ginster wurde 1771 von Carl von Linné in Mantissa Plantarum Altera Seite 571 als Spartium sphaerocarpum erstbeschrieben. Die Art wurde 1840 von Pierre Edmond Boissier in Voyage botanique dans le midi de l'Espagne Band 2, Seite 144 als Retama sphaerocarpa (L.) Boiss. in die Gattung Retama gestellt.